# European Blockchain Partnership
Seit 2018 haben sich 29 Länder (alle EU-Mitgliedstaaten, Norwegen und Liechtenstein) und die Europäische Kommission zur European Blockchain Partnership (EBP) zusammengeschlossen. Sie haben sich verpflichtet, gemeinsam daran zu arbeiten, das Potenzial von Blockchain-basierten Diensten zum Nutzen von Bürgern, Gesellschaft und Wirtschaft zu realisieren.
Die Partnerschaft baut eine European Blockchain Services Infrastructure (EBSI) auf. Ihre Vision ist es, Blockchain zur Schaffung grenzüberschreitender Dienste für öffentliche Verwaltungen und ihre Ökosysteme zu nutzen, um Informationen zu überprüfen und Dienste vertrauenswürdig zu machen.
Seit 2020 setzt EBSI ein Netzwerk verteilter Blockchain-Knoten in ganz Europa ein, das Anwendungen unterstützt, die sich auf ausgewählte Anwendungsfälle konzentrieren. EBSI ist die erste EU-weite Blockchain-Infrastruktur, die vom öffentlichen Sektor betrieben wird und die europäischen Werte und Vorschriften vollständig respektiert.